# Excalibur (самопідіймальне судно)
Excalibur (Wijslift 6) — морське будівельне судно, яке в окремі періоди залучалось до проведення робіт зі спорудження офшорних вітрових електростанцій.

## Характеристики та модернізація
Судно, що за своїм архітектурно-конструктивним типом відноситься до самопідіймальних (jack-up), спорудили у 1978 році на німецькій Howaldswerke-Deutsche Werft у місті Кіль. Первісно воно використовувалось під назвою Wijslift VI, потім з 1989 по 1996 рік як Hubinsel 6, після чого змінило назву на Wijslift 6. 
На момент спорудження платформа мала розміри 38х32 метри та підіймалась на шести опорах. В такому вигляді на початку 2000-х вона провела кілька операцій у новій офшорній галузі — спорудженні вітрових електростанцій, після чого в 2002 році була викуплена компанією Fugro Seacore, прейменована на Excalibur та суттєво модернізована. Довжину платформи збільшили на 22 метри і додали ще дві опори. Ці вдосконалення сприяли подальшому використанню судна для робіт в офшорній вітроенергетиці, вимоги з боку якої постійно зростають на тлі збільшення потужності та розмірів турбін.
Excalibur обладнано краном Huisman PMC 6200-300 вантажопідйомністю 230 тон. Воно має робочу палубу площею 1630 м2 з припустимим навантаженням 25 тон/м2 (10 тон/м2 на секції-продовженні), здатне працювати в районах з глибинами до 40 метрів та забезпує розміщення до 50 осіб.

## Завдання судна

### Офшорна вітроенергетика
У 2000 році Wijslift 6 здійснила будівельні роботи в Північному морі біля узбережжя Нортумберленду на першій британській офшорній ВЕС Бліт. Вони включали буріння під встановлення паль довжиною по 30 метрів та монтаж двох вітроагрегатів. Під час цих робіт відбувся інцидент, внаслідок якого робоча платформа отримала сильний нахил.
Наступного року установка провела фундаментні роботи для п‘яти турбін на шведській ВЕС Yttre Stengrund (Балтійське море, протока Кальмарсунд).
Після модернізації Excalibur у 2003 році взяв участь в спорудженні ВЕС Норт-Хойл в Ірландському морі біля північного узбережжя Уельса. Судно провадило встановлення паль, що сягали глибини у 33 метра під морським дном, а потім разом з іншою установкою JB1 здійснило монтаж 27 із 30 вітрових турбін. Можливо відзначити, що під час робіт на даній станції Excalibur отримав пошкодження однієї з опор.
В 2004-му установка здійснила на ВЕС Скробі-Сандс (Північне море біля узбережжя Норфолка) монтаж шести вітроагрегатів, які припадали на найбільш мілководну ділянку цієї станції.
Так само 2004-го Excalibur встановив метеорологічний вимірювальний пост на місці майбутньої британської станції Лондон-Аррай (Північне море біля узбережжя Кента та Ессексу).
У 2007—2008 роках судно повернулось на Лондон-Аррай для проведення геотехнічних досліджень.
Також у 2008-му установка провела спорудження частини фундаментів ВЕС Гунфліт-Сандс (біля тільки що згаданого Ессексу), причому це знов були роботи у найбільш мілкій частині, де не міг працювати плавучий кран Svanen.
В 2010-му на ВЕС Танет (біля узбережжя Кента) Excalibur провело завершальні роботи по спорудженню трансформаторної станції (перед тим над нею працював плавучий кран великої вантажопідйомності Stanislav Yudin).
За контрактом, укладеним з енергетичним концерном E.ON у 2011 році, Excalibur провело геотехнічні дослідження в Балтійському морі на північний схід від острова Рюген, де за кілька років розпочали спорудження ВЕС Аркона. Роботи такого ж типу воно виконувало у жовтні 2012 року на місці майбутньої третьої черги ВЕС Уолні.
У 2014-му судно провадило геотехнічні дослідження в межах підготовки проекту офшорних трансформаторних підстанцій данської ВЕС Kriegers Flak (Балтійське море).

### Інші завдання
В кінці 1980-х років Wijslift 6 брало участь у розширенні потужностей на одному з найбільших північноморських нафтових родовищ Фортіс. Роботи включали встановлення 79 паль діаметром 1,2 метра з довжиною до 85 метрів.